# Stappitzersee
Stappitzersee är en sjö i Österrike.   Den ligger i förbundslandet Kärnten, i den centrala delen av landet, 270 km sydväst om huvudstaden Wien. Stappitzersee ligger 1 387 meter över havet.
I omgivningarna runt Stappitzersee växer i huvudsak blandskog. Runt Stappitzersee är det ganska glesbefolkat, med 29 invånare per kvadratkilometer.